# Courdemanche (Eure)
Courdemanche és un municipi francès situat al departament de l'Eure i a la regió de Normandia. L'any 2007 tenia 530 habitants.

## Demografia

### Població
El 2007 la població de fet de Courdemanche era de 530 persones. Hi havia 204 famílies, de les quals 36 eren unipersonals (16 homes vivint sols i 20 dones vivint soles), 64 parelles sense fills, 92 parelles amb fills i 12 famílies monoparentals amb fills.
La població ha evolucionat segons el següent gràfic:
Habitants censats

### Habitatges
El 2007 hi havia 249 habitatges, 204 eren l'habitatge principal de la família, 38 eren segones residències i 6 estaven desocupats. 239 eren cases i 7 eren apartaments. Dels 204 habitatges principals, 188 estaven ocupats pels seus propietaris, 12 estaven llogats i ocupats pels llogaters i 4 estaven cedits a títol gratuït; 8 tenien dues cambres, 20 en tenien tres, 49 en tenien quatre i 127 en tenien cinc o més. 160 habitatges disposaven pel capbaix d'una plaça de pàrquing. A 64 habitatges hi havia un automòbil i a 129 n'hi havia dos o més.

### Piràmide de població
La piràmide de població per edats i sexe el 2009 era:
| Homes | Edats   | Dones |
| ----- | ------- | ----- |
| 0     | 95 o +  | 0     |
| 0     | 90 a 94 | 0     |
| 4     | 85 a 89 | 8     |
| 0     | 80 a 84 | 0     |
| 0     | 75 a 79 | 4     |
| 12    | 70 a 74 | 8     |
| 8     | 65 a 69 | 4     |
| 8     | 60 a 64 | 8     |
| 8     | 55 a 59 | 0     |
| 12    | 50 a 54 | 8     |
| 28    | 45 a 49 | 28    |
| 28    | 40 a 44 | 40    |
| 20    | 35 a 39 | 16    |
| 8     | 30 a 34 | 20    |
| 12    | 25 a 29 | 8     |
| 20    | 20 a 24 | 8     |
| 44    | 15 a 19 | 20    |
| 16    | 10 a 14 | 20    |
| 12    | 5 a 9   | 12    |
| 28    | 0 a 4   | 12    |

## Economia
El 2007 la població en edat de treballar era de 356 persones, 272 eren actives i 84 eren inactives. De les 272 persones actives 250 estaven ocupades (142 homes i 108 dones) i 22 estaven aturades (14 homes i 8 dones). De les 84 persones inactives 28 estaven jubilades, 21 estaven estudiant i 35 estaven classificades com a «altres inactius».

### Ingressos
El 2009 a Courdemanche hi havia 204 unitats fiscals que integraven 558 persones, la mediana anual d'ingressos fiscals per persona era de 20.035 €.

### Activitats econòmiques
Dels 11 establiments que hi havia el 2007, 3 eren d'empreses de fabricació d'altres productes industrials, 2 d'empreses de construcció, 1 d'una empresa de comerç i reparació d'automòbils, 2 d'empreses de transport, 1 d'una empresa d'informació i comunicació, 1 d'una empresa de serveis i 1 d'una empresa classificada com a «altres activitats de serveis».
Els 2 serveis als particulars que hi havia el 2009 eren fusteries.
L'any 2000 a Courdemanche hi havia 7 explotacions agrícoles.

## Equipaments sanitaris i escolars
El 2009 hi havia una escola elemental integrada dins d'un grup escolar amb les comunes properes formant una escola dispersa.

## Poblacions més properes
El següent diagrama mostra les poblacions més properes.